# FFH-Gebiet Stohl

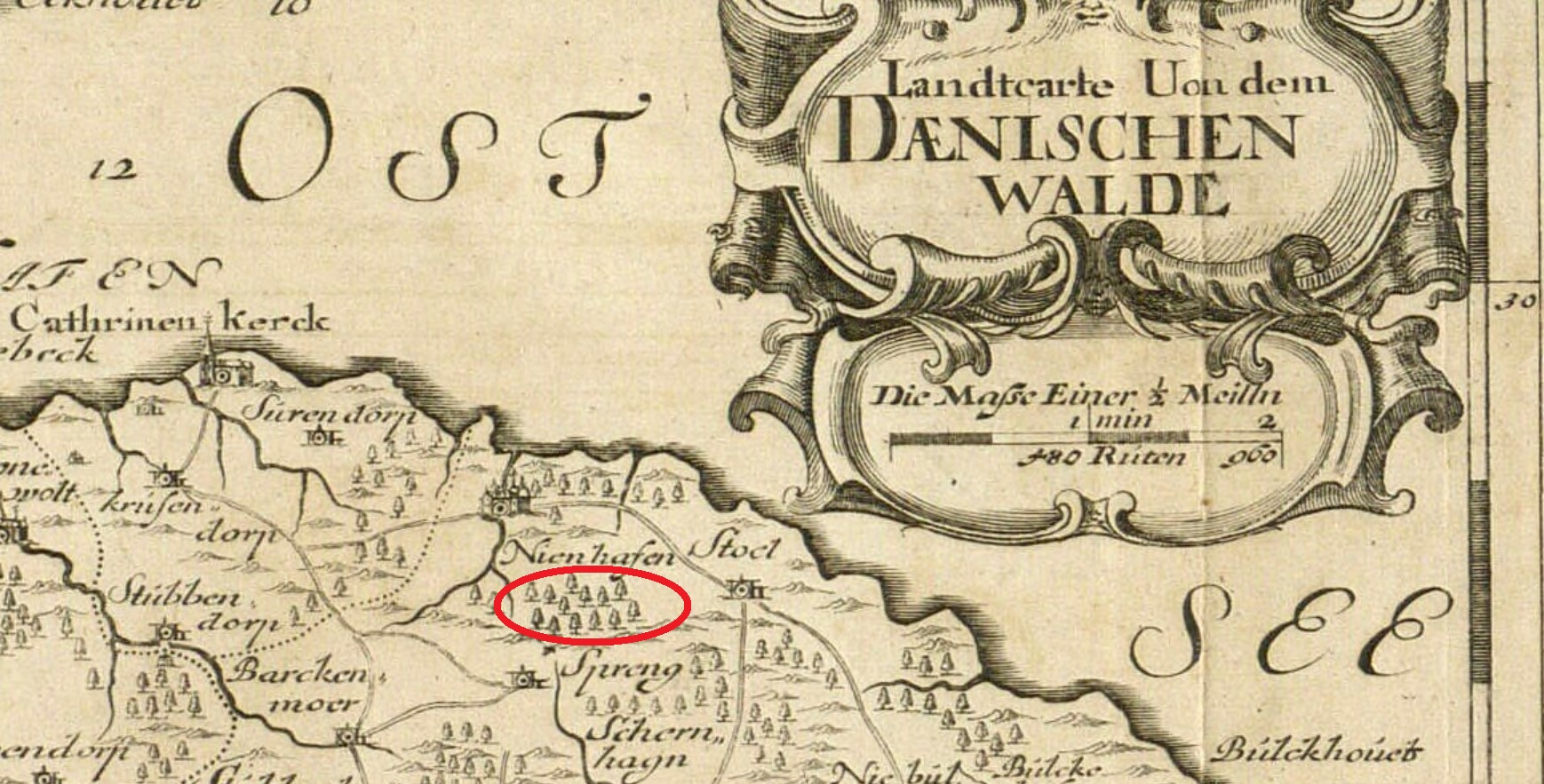
Bild 1: Wald bei Stohl um 1650

Das FFH-Gebiet Stohl ist ein NATURA 2000-Schutzgebiet in Schleswig-Holstein im Kreis Rendsburg-Eckernförde in den Gemeinden Schwedeneck und Strande. Es liegt in der Landschaft Dänischer Wohld im Bereich der naturräumlichen Haupteinheit Schleswig-Holsteinische Ostseeküste (Landschafts-ID 70101), die wiederum Teil der Naturräumlichen Großregion 2. Ordnung Schleswig-Holsteinisches Hügelland ist.
Das FFH-Gebiet Stohl hat seinen Namen nach dem Ortsteil Stohl der Gemeinde Schwedeneck, der am Ostrand des FFH-Gebietes liegt. Es hat eine Fläche von 204 Hektar. Die größte Ausdehnung liegt in Nordostrichtung und beträgt 2,17 Kilometer. Die höchste Erhebung mit 49,8 Meter über NN befindet sich auf einem Hügel am Südrand der Wohnbebauung von Dänisch-Nienhof am Nordwestrand des FFH-Gebietes, der niedrigste Bereich liegt am Südrand bei Stohl mit 27 Meter über NN.
Das FFH-Gebiet liegt auf einer Grundmoräne der Weichsel-Kaltzeit in deren Mitte sich im Holozän ein Niedermoor entwickelt hat, das in der Neuzeit trockengelegt wurde. Es ist heute von der FFH-Lebensraumklasse her als mesophiles Grünland klassifiziert. Dieses ist heute von intensiv genutztem Ackerland umgeben. Im Süden befinden sich Gehölze mit Laub- und Nadelwald, siehe Diagramm 1. Hier handelt es sich um einen historischen Waldstandort, der bereit im siebzehnten Jahrhundert auf einer Karte des Dänischen Wohld verzeichnet war, siehe Bild 1. Auf der Karte der Preußischen Landaufnahme von 1879 ist er mit Laubbäumen bestockt.
Das Grünland wird durch den Vorfluter Hoheluft des Wasser- und Bodenverbandes Fuhlensee-Bülk nach Südosten teils unter-, teils oberirdisch entwässert. Er erreicht nach 3,2 Kilometer die Freidorfer Au, die am Nordrand von Strande in die Kieler Förde mündet.

## FFH-Gebietsgeschichte und Naturschutzumgebung
Der NATURA 2000-Standard-Datenbogen (SDB) für dieses FFH-Gebiet wurde im Mai 2004 vom Landesamt für Landwirtschaft, Umwelt und ländliche Räume (LLUR) des Landes Schleswig-Holstein erstellt, im September 2004 als Gebiet von gemeinschaftlicher Bedeutung (GGB) vorgeschlagen, im Oktober 2007 von der EU als GGB bestätigt und im Januar 2010 national nach § 32 Absatz 2 bis 4 BNatSchG in Verbindung mit § 23 LNatSchG als besonderes Erhaltungsgebiet (BEG) bestätigt. Der SDB wurde zuletzt im Mai 2017 aktualisiert. Der Managementplan für das FFH-Gebiet wurde am 18. Oktober 2017 veröffentlicht.
Das LLUR hat mit der Gebietsbetreuung des FFH-Gebietes Stohl gem. § 20 LNatSchG noch keine Institution beauftragt.
Das FFH-Gebiet grenzt im Norden an das am 22. November 1999 gegründete Landschaftsschutzgebiet Küstenlandschaft Dänischer Wohld.
Im Südwesten des FFH-Gebietes befinden sich zehn gesetzlich geschützte Bodendenkmale, siehe Tabelle 1.
| Lfd. Nr. | Bodendenkmal-Nummer | Bezeichnung | Gemeinde    | Lage                        |
| -------- | ------------------- | ----------- | ----------- | --------------------------- |
| 1        | aKD-ALSH-003483     | Grabhügel   | Schwedeneck | 54° 27′ 49″ N, 10° 6′ 59″ O |
| 2        | aKD-ALSH-003513     | Grabhügel   | Strande     | 54° 27′ 50″ N, 10° 7′ 18″ O |
| 3        | aKD-ALSH-003514     | Grabhügel   | Strande     | 54° 27′ 56″ N, 10° 7′ 19″ O |
| 4        | aKD-ALSH-003508     | Grabhügel   | Strande     | 54° 28′ 1″ N, 10° 7′ 13″ O  |
| 5        | aKD-ALSH-003506     | Grabhügel   | Strande     | 54° 28′ 2″ N, 10° 7′ 18″ O  |
| 6        | aKD-ALSH-003507     | Grabhügel   | Strande     | 54° 28′ 2″ N, 10° 7′ 19″ O  |
| 7        | aKD-ALSH-003517     | Grabhügel   | Strande     | 54° 28′ 5″ N, 10° 7′ 23″ O  |
| 8        | aKD-ALSH-003518     | Grabhügel   | Strande     | 54° 28′ 6″ N, 10° 7′ 25″ O  |
| 9        | aKD-ALSH-003516     | Grabhügel   | Strande     | 54° 28′ 2″ N, 10° 7′ 28″ O  |
| 10       | aKD-ALSH-003515     | Grabhügel   | Strande     | 54° 28′ 2″ N, 10° 7′ 30″ O  |

## FFH-Erhaltungsgegenstand
Laut Standard-Datenbogen vom Mai 2017 sind folgende FFH-Lebensraumtypen (LRT) und Arten für das Gesamtgebiet als FFH-Erhaltungsgegenstände mit den entsprechenden Beurteilungen zum Erhaltungszustand der Umweltbehörde der Europäischen Union gemeldet worden (Gebräuchliche Kurzbezeichnung (BfN)):
FFH-Lebensraumtypen nach Anhang I der EU-Richtlinie:
- 3150 Natürliche und naturnahe nährstoffreiche Stillgewässer mit Laichkraut oder Froschbiss-Gesellschaften (Gesamtbeurteilung C)[24]
- 9130 Waldmeister-Buchenwälder (Gesamtbeurteilung C)[25]

Arten gemäß Artikel 4 der Richtlinie 2009/147/EG und Anhang II der Richtlinie 92/43/EWG und diesbezügliche Beurteilung des Gebiets:
- 1166 Kammmolch (Gesamtbeurteilung C)[27]
- 1188 Rotbauchunke (Gesamtbeurteilung C)[28]

## FFH-Erhaltungsziele
Aus den oben aufgeführten FFH-Erhaltungsgegenständen werden als FFH-Erhaltungsziele von besonderer Bedeutung die Erhaltung folgender Lebensraumtypen und Arten im FFH-Gebiet vom Ministerium für Energiewende, Landwirtschaft, Umwelt und ländliche Räume des Landes Schleswig-Holstein erklärt:
- 9130 Waldmeister-Buchenwälder
- 1166 Kammmolch
- 1188 Rotbauchunke

Aus den oben aufgeführten FFH-Erhaltungsgegenständen werden als FFH-Erhaltungsziele von Bedeutung die Erhaltung folgender Lebensraumtypen und Arten im FFH-Gebiet vom Ministerium für Energiewende, Landwirtschaft, Umwelt und ländliche Räume des Landes Schleswig-Holstein erklärt:
- 3150 Natürliche und naturnahe nährstoffreiche Stillgewässer mit Laichkraut oder Froschbiss-Gesellschaften

## FFH-Analyse und Bewertung
Das Kapitel FFH-Analyse und Bewertung im Managementplan beschäftigt sich unter anderem mit den aktuellen Gegebenheiten des FFH-Gebietes und den Hindernissen bei der Erhaltung und Weiterentwicklung der FFH-Lebensraumtypen. Die Ergebnisse fließen in den FFH-Maßnahmenkatalog ein.
Die Gesamtbeurteilung der FFH-Lebensraumtypen im Gebiet ist bezogen auf den Flächenanteil aller FFH-Lebensraumtypen mit schlechter als gut bewertet worden, siehe Diagramm 3. Diese Daten entstammen dem SDB vom Mai 2017.
Das FFH-Gebiet befindet sich im Besitz von 21 Privateigentümern.
Die Besonderheit des FFH-Gebietes ist das Vorhandensein von Rotbauchunken und Kammmolchen in den über das gesamte Gebiet verteilten 16 Stillgewässern. Durch die intensive Nutzung der Acker- und Grünlandflächen sind die Bestände durch die Eutrophierung ihrer Lebensräume gefährdet. Im Rahmen des europäischen Schutzprojektes LIFE-Projekt „Bombina“ wurden auch in diesem FFH-Gebiet neue Teiche angelegt, vorhandene Teiche entschlammt und Jungtiere ausgesetzt.
| Lfd. Nr. | Biotop-Nummer  | Schutzstatus           | Bezeichnung | Fläche [m²] | Erhaltungs-zustand | Lage                        | Kartierdatum |
| -------- | -------------- | ---------------------- | --- | ----------- | ------------------ | --------------------------- | ------------ |
| 1        | 325726034-0404 | LRT                    | 9130 Waldmeister-Buchenwälder; WMo Perlgras-Buchenwald                                                                                 | 9979        | C                  | 54° 27′ 58″ N, 10° 6′ 54″ O | 05.06.2019   |
| 2        | 325726034-0407 | LRT                    | 9130 Waldmeister-Buchenwälder; WMo Perlgras-Buchenwald                                                                                 | 26417       | C                  | 54° 27′ 49″ N, 10° 7′ 9″ O  | 06.06.2019   |
| 3        | 325726034-0409 | LRT                    | 9130 Waldmeister-Buchenwälder; WMm Flattergras-Buchenwald                                                                              | 68302       | C                  | 54° 27′ 53″ N, 10° 7′ 22″ O | 06.06.2019   |
| 4        | 325726034-0411 | ges. gesch. Biotop     | WBe Erlen-Bruchwald | 1920        |                    | 54° 27′ 53″ N, 10° 7′ 10″ O | 06.06.2019   |
| 5        | 325726034-0408 | ges. gesch. Biotop     | WBe Erlen-Bruchwald | 640         |                    | 54° 27′ 54″ N, 10° 7′ 10″ O | 06.06.2019   |
| 6        | 325726034-0410 | ges. gesch. Biotop     | FSy Sonstiges Stillgewässer | 527         |                    | 54° 27′ 57″ N, 10° 7′ 20″ O | 06.06.2019   |
| 7        | 325726034-0412 | ges. gesch. Biotop     | WBe Erlen-Bruchwald | 4890        |                    | 54° 27′ 56″ N, 10° 7′ 31″ O | 06.06.2019   |
| 8        | 325726036-0409 | LRT                    | 9130 Waldmeister-Buchenwälder; WMo Perlgras-Buchenwald                                                                                 | 11213       | C                  | 54° 28′ 4″ N, 10° 7′ 35″ O  | 18.06.2019   |
| 9        | 325726036-0411 | LRT                    | 9130 Waldmeister-Buchenwälder; WMm Flattergras-Buchenwald                                                                              | 9119        | C                  | 54° 28′ 5″ N, 10° 7′ 38″ O  | 18.06.2019   |
| 10       | 325726036-0410 | ges. gesch. Biotop     | WBe Erlen-Bruchwald | 6620        |                    | 54° 28′ 2″ N, 10° 7′ 39″ O  | 18.06.2019   |
| 11       | 325726036-0413 | LRT+ges. gesch. Biotop | 3150 Natürliche und naturnahe nährstoffreiche Stillgewässer mit Laichkraut oder Froschbiss-Gesellschaften; FSe Eutrophes Stillgewässer | 1387        | C                  | 54° 28′ 5″ N, 10° 7′ 46″ O  | 18.06.2019   |
| 12       | 325726036-0421 | LRT+ges. gesch. Biotop | 3150 Natürliche und naturnahe nährstoffreiche Stillgewässer mit Laichkraut oder Froschbiss-Gesellschaften; FSe Eutrophes Stillgewässer | 525         | C                  | 54° 28′ 22″ N, 10° 7′ 8″ O  | 18.06.2019   |
| 13       | 325726036-0420 | LRT+ges. gesch. Biotop | 3150 Natürliche und naturnahe nährstoffreiche Stillgewässer mit Laichkraut oder Froschbiss-Gesellschaften; FSe Eutrophes Stillgewässer | 530         | C                  | 54° 28′ 22″ N, 10° 7′ 17″ O | 18.06.2019   |
| 14       | 325726036-0417 | LRT+ges. gesch. Biotop | 3150 Natürliche und naturnahe nährstoffreiche Stillgewässer mit Laichkraut oder Froschbiss-Gesellschaften; FSe Eutrophes Stillgewässer | 306         | C                  | 54° 28′ 18″ N, 10° 7′ 15″ O | 18.06.2019   |
| 15       | 325726036-0418 | ges. gesch. Biotop     | FSy Sonstiges Stillgewässer | 513         |                    | 54° 28′ 18″ N, 10° 7′ 18″ O | 18.06.2019   |
| 16       | 325726036-0419 | LRT+ges. gesch. Biotop | 3150 Natürliche und naturnahe nährstoffreiche Stillgewässer mit Laichkraut oder Froschbiss-Gesellschaften; FSe Eutrophes Stillgewässer | 243         | C                  | 54° 28′ 12″ N, 10° 7′ 19″ O | 18.06.2019   |
| 17       | 325726036-0407 | LRT+ges. gesch. Biotop | 3150 Natürliche und naturnahe nährstoffreiche Stillgewässer mit Laichkraut oder Froschbiss-Gesellschaften; FSe Eutrophes Stillgewässer | 952         | C                  | 54° 28′ 14″ N, 10° 7′ 30″ O | 18.06.2019   |
| 18       | 325726036-0403 | LRT+ges. gesch. Biotop | 3150 Natürliche und naturnahe nährstoffreiche Stillgewässer mit Laichkraut oder Froschbiss-Gesellschaften; FSe Eutrophes Stillgewässer | 229         | B                  | 54° 28′ 17″ N, 10° 7′ 41″ O | 06.06.2019   |
| 19       | 325726036-0404 | LRT+ges. gesch. Biotop | 3150 Natürliche und naturnahe nährstoffreiche Stillgewässer mit Laichkraut oder Froschbiss-Gesellschaften; FSe Eutrophes Stillgewässer | 1105        | B                  | 54° 28′ 13″ N, 10° 7′ 57″ O | 06.06.2019   |
| 20       | 325726036-0406 | LRT+ges. gesch. Biotop | 3150 Natürliche und naturnahe nährstoffreiche Stillgewässer mit Laichkraut oder Froschbiss-Gesellschaften; FSe Eutrophes Stillgewässer | 600         | C                  | 54° 28′ 26″ N, 10° 7′ 46″ O | 06.06.2019   |
| 21       | 325726036-0405 | ges. gesch. Biotop     | FSy Sonstiges Stillgewässer | 283         |                    | 54° 28′ 22″ N, 10° 8′ 1″ O  | 06.06.2019   |
| 22       | 325726036-0408 | ges. gesch. Biotop     | FSy Sonstiges Stillgewässer | 334         |                    | 54° 28′ 28″ N, 10° 8′ 27″ O | 18.06.2019   |
| 23       | 325726036-0424 | ges. gesch. Biotop     | GMf Mesophiles Grünland feuchter Standorte                                                                                             | 15093       |                    | 54° 28′ 35″ N, 10° 7′ 2″ O  | 18.06.2019   |
| 24       | 325726036-0423 | LRT+ges. gesch. Biotop | 3150 Natürliche und naturnahe nährstoffreiche Stillgewässer mit Laichkraut oder Froschbiss-Gesellschaften; FSe Eutrophes Stillgewässer | 3440        | C                  | 54° 28′ 34″ N, 10° 7′ 0″ O  | 18.06.2019   |
| 25       | 325726036-0422 | LRT+ges. gesch. Biotop | 3150 Natürliche und naturnahe nährstoffreiche Stillgewässer mit Laichkraut oder Froschbiss-Gesellschaften; FSe Eutrophes Stillgewässer | 320         | C                  | 54° 28′ 36″ N, 10° 7′ 0″ O  | 18.06.2019   |

## FFH-Maßnahmenkatalog
Der FFH-Maßnahmenkatalog im Managementplan führt neben den bereits durchgeführten Maßnahmen geplante Maßnahmen zur Erhaltung und Entwicklung der FFH-Lebensraumtypen im FFH-Gebiet an. Die Maßnahmen sind in einer Maßnahmenkarte lokalisiert.
Schwerpunkt der geforderten Maßnahmen ist die Verbesserung der Wasserqualität in den Stillgewässern für die Arten von besonderer Bedeutung, Rotbauchunke und Kammmolch. In der letzten Folgekartierung von 2019 sind nur zwei der 16 Stillgewässer im FFH-Gebiet mit einer guten Note (B) beurteilt worden, sieh Tabelle 2. Seit dem Auslaufen der Förderung des EU-Schutzprojektes LIFE-Projekt „Bombina“ scheint sich der Zustand der Gewässer verschlechtert zu haben, was gegen das Verschlechterungsverbot verstößt. Einige Teiche sind noch mit Fischen besetzt und somit für Amphibien nicht geeignet.

## FFH-Erfolgskontrolle und Monitoring der Maßnahmen
Eine FFH-Erfolgskontrolle und Monitoring der Maßnahmen findet in Schleswig-Holstein alle 6 Jahre statt. Die Ergebnisse des letzten Monitorings wurden noch nicht veröffentlicht (Stand Januar 2022). Im Juni 2019 wurde eine Nachkartierung des FFH-Gebietes mit Angabe der Biotop- und FFH-Lebensraumtypen durchgeführt, siehe Tabelle 2.